# Lobaye
Lobaye ist eine Präfektur der Zentralafrikanischen Republik mit der Hauptstadt Mbaïki. Die Größe der Präfektur beträgt 18.520 km². Mit Stand 2022 wurden 345.108 Einwohner gemeldet.
Lobaye ist unterteilt in 5 Subpräfekturen (jeweils mit ihrer Hauptstadt in Klammern):
- Mbaïki (Mbaïki)
- Boda (Boda)
- Boganangone (Boganangone)
- Boganda (Boganda)
- Mongoumba (Mongoumba)

## Geografie
Die Präfektur liegt im Südwesten des Landes und grenzt im Norden an die Präfektur Ombella-Mpoko, im Osten an die Präfektur Bangui und die Demokratische Republik Kongo, im Süden an die Republik Kongo, im Südwesten an die Präfektur Sangha-Mbaéré und im Nordwesten an die Präfektur Mambéré-Kadéï. Zur Bewässerung der umliegenden Felder wurde der Boukokodamm errichtet. Im Gebiet liegt der Njenge-See.
In der Präfektur liegt das 1977 eingerichtete Biosphärenreservat Basse-Lobaye, das einen tropischen Regenwald auf einer Fläche von 18.200 ha schützt.

## Bevölkerung
In Lobaye leben Pygmäen vom Volk der Aka, die zu den Mbuti gehören.